# Tōru Ukawa
Tōru Ukawa (宇川徹?, Ukawa Tōru; Chiba, 18 maggio 1973) è un pilota motociclistico giapponese, ritiratosi dall'attività agonistica.

## Carriera
I suoi primi successi sono nel campionato nazionale di velocità giapponese dove ha conquistato due titoli consecutivi nel 1993 e 1994.
Dopo il suo esordio nel motomondiale come wild card nel Gran Premio motociclistico del Giappone della stagione 1994 in sella ad una Honda NSR 250, giungendo terzo al traguardo ed una seconda presenza l'anno successivo senza ottenere punti, la sua carriera proseguì con una prima stagione completa nella classe 250 nel motomondiale 1996 con il team Benetton Honda, per poi passare alla classe 500 con il team Repsol YPF Honda nel 2001 (ultimo anno di esistenza di tale classe) e MotoGP dall'anno seguente. Nel 2003 passò al team Pons.
Ha registrato la sua prima vittoria in gare del mondiale nel 1999 in classe 250 e la prima in MotoGP al GP del Sudafrica 2002.
La sua presenza nel motomondiale ha avuto termine nel 2005 con il team Pons, correndo una wildcard nel gran premio di casa, conclusosi con un ritiro. Dopo essere stato pressoché sempre fedele alla stessa casa motociclistica e aver raggiunto, quale miglior risultato in carriera, il secondo posto nella classifica piloti del motomondiale 1999 in classe 250.
Per quanto riguarda le altre competizioni motociclistiche, ha ottenuto anche cinque vittorie nella 8 Ore di Suzuka. Terminata la propria carriera agonistica, rimale legato a Honda come collaudatore, aiuto per i giovani piloti del vivaio e successivamente team manager.

## Risultati nel motomondiale

### Classe 250
| 1994 | Classe | Moto  |  |  |   |  |  |  |  |  |  |  |  |  |  |  |  |  | Punti | Pos. |
| ---- | ------ | ----- |  |  | - |  |  |  |  |  |  |  |  |  |  |  |  |  | ----- | ---- |
| 1994 | 250    | Honda |  |  | 3 |  |  |  |  |  |  |  |  |  |  |  |  |  | 16    | 19º  |

| 1995 | Classe | Moto  |  |  |     |  |  |  |  |  |  |  |  |  |  |  |  |  | Punti | Pos. |
| ---- | ------ | ----- |  |  | --- |  |  |  |  |  |  |  |  |  |  |  |  |  | ----- | ---- |
| 1995 | 250    | Honda |  |  | Rit |  |  |  |  |  |  |  |  |  |  |  |  |  | 0     |      |

| 1996 | Classe | Moto  |     |   |   |   |    |   |     |    |   |   |   |   |   |   |   |  | Punti | Pos. |
| ---- | ------ | ----- | --- | - | - | - | -- | - | --- | -- | - | - | - | - | - | - | - |  | ----- | ---- |
| 1996 | 250    | Honda | Rit | 7 | 5 | 5 | NP | 4 | Rit | 10 | 5 | 4 | 4 | 3 | 4 | 4 | 4 |  | 142   | 5º   |

| 1997 | Classe | Moto  |   |   |     |     |   |   |   |   |   |   |   |   |   |   |   |  | Punti | Pos. |
| ---- | ------ | ----- | - | - | --- | --- | - | - | - | - | - | - | - | - | - | - | - |  | ----- | ---- |
| 1997 | 250    | Honda | 6 | 2 | Rit | Rit | 5 | 5 | 4 | 3 | 6 | 3 | 5 | 5 | 3 | 2 | 8 |  | 173   | 5º   |

| 1998 | Classe | Moto  |     |   |   |   |     |   |   |   |     |   |   |   |   |   |  |  | Punti | Pos. |
| ---- | ------ | ----- | --- | - | - | - | --- | - | - | - | --- | - | - | - | - | - |  |  | ----- | ---- |
| 1998 | 250    | Honda | Rit | 2 | 4 | 7 | Rit | 2 | 5 | 4 | Rit | 5 | 4 | 5 | 5 | 4 |  |  | 145   | 4º   |

| 1999 | Classe | Moto  |   |   |   |   |   |   |   |   |     |   |    |   |   |   |   |   | Punti | Pos. |
| ---- | ------ | ----- | - | - | - | - | - | - | - | - | --- | - | -- | - | - | - | - | - | ----- | ---- |
| 1999 | 250    | Honda | 2 | 2 | 2 | 1 | 3 | 2 | 4 | 4 | Rit | 3 | 12 | 1 | 3 | 4 | 2 | 2 | 261   | 2º   |

| 2000 | Classe | Moto  |   |     |   |   |   |   |   |   |   |   |   |     |   |   |   |   | Punti | Pos. |
| ---- | ------ | ----- | - | --- | - | - | - | - | - | - | - | - | - | --- | - | - | - | - | ----- | ---- |
| 2000 | 250    | Honda | 3 | Rit | 2 | 3 | 1 | 6 | 2 | 1 | 4 | 2 | 2 | Rit | 4 | 2 | 5 | 6 | 239   | 4º   |

| Legenda | 1º posto        | 2º posto            | 3º posto            | A punti      | Senza punti        | Grassetto – Pole position Corsivo – Giro più veloce |
| Legenda | Gara non valida | Non qual./Non part. | Ritirato/Non class. | Squalificato | '-' Dato non disp. | Grassetto – Pole position Corsivo – Giro più veloce |

### Classe 500
| 2001 | Classe | Moto  |     |   |   |     |   |   |   |    |     |   |     |   |   |   |   |     | Punti | Pos. |
| ---- | ------ | ----- | --- | - | - | --- | - | - | - | -- | --- | - | --- | - | - | - | - | --- | ----- | ---- |
| 2001 | 500    | Honda | Rit | 3 | 5 | Rit | 7 | 7 | 8 | 16 | Rit | 5 | Rit | 6 | 5 | 5 | 5 | Rit | 107   | 10º  |

| Legenda | 1º posto        | 2º posto            | 3º posto            | A punti      | Senza punti        | Grassetto – Pole position Corsivo – Giro più veloce |
| Legenda | Gara non valida | Non qual./Non part. | Ritirato/Non class. | Squalificato | '-' Dato non disp. | Grassetto – Pole position Corsivo – Giro più veloce |

### MotoGP
| 2002 | Classe | Moto  |     |   |   |   |   |   |   |    |   |   |   |     |   |   |   |   |  | Punti | Pos. |
| ---- | ------ | ----- | --- | - | - | - | - | - | - | -- | - | - | - | --- | - | - | - | - |  | ----- | ---- |
| 2002 | MotoGP | Honda | Rit | 1 | 3 | 2 | 3 | 2 | 5 | NQ | 3 | 3 | 3 | Rit | 4 | 4 | 3 | 5 |  | 209   | 3º   |

| 2003 | Classe | Moto  |    |   |   |   |   |   |    |     |   |   |   |   |   |   |   |     |  | Punti | Pos. |
| ---- | ------ | ----- | -- | - | - | - | - | - | -- | --- | - | - | - | - | - | - | - | --- |  | ----- | ---- |
| 2003 | MotoGP | Honda | 20 | 6 | 4 | 7 | 6 | 6 | 12 | Rit | 6 | 8 | 5 | 7 | 7 | 7 | 5 | Rit |  | 123   | 8º   |

| 2004 | Classe | Moto  |  |  |  |  |  |  |  |  |  |  |  |     |  |  |  |  |  | Punti | Pos. |
| ---- | ------ | ----- |  |  |  |  |  |  |  |  |  |  |  | --- |  |  |  |  |  | ----- | ---- |
| 2004 | MotoGP | Honda |  |  |  |  |  |  |  |  |  |  |  | Rit |  |  |  |  |  | 0     |      |

| 2005 | Classe | Moto             |  |  |    |  |  |  |  |  |  |  |  |     |  |  |  |  |  | Punti | Pos. |
| ---- | ------ | ---------------- |  |  | -- |  |  |  |  |  |  |  |  | --- |  |  |  |  |  | ----- | ---- |
| 2005 | MotoGP | Moriwaki e Honda |  |  | 15 |  |  |  |  |  |  |  |  | Rit |  |  |  |  |  | 1     | 27º  |

| Legenda | 1º posto        | 2º posto            | 3º posto            | A punti      | Senza punti        | Grassetto – Pole position Corsivo – Giro più veloce |
| Legenda | Gara non valida | Non qual./Non part. | Ritirato/Non class. | Squalificato | '-' Dato non disp. | Grassetto – Pole position Corsivo – Giro più veloce |